# Cahit Karakaş
Cahit Karakaş (* 1928 in Bartın) ist ein türkischer Politiker.
Karakaş absolvierte 1952 die Fakultät für Bauwesen an der İstanbul Teknik Üniversitesi. Seinen Doktortitel erhielt er 1961 am Lehrstuhl für Wasserbau und Wasserökonomie an der Technischen Universität Berlin. Nach seiner Rückkehr in die Türkei arbeitete er in verschiedenen Positionen im Ministerium für Infrastruktur.
1965 wurde er zum Abgeordneten für die Provinz Zonguldak in die Große Nationalversammlung der Türkei gewählt. in der 1. Regierung Nihat Erims war Karakaş Minister für Infrastruktur und Verkehr. Am 17. November 1977 wurde er zum Präsidenten der Großen Nationalversammlung gewählt. Bei den Parlamentswahlen von 1983 wurde Karakaş erneut in das Parlament gewählt.
| Vorgänger   | Amt                                                                                      | Nachfolger |
| ----------- | ---------------------------------------------------------------------------------------- | ---------- |
| Kemal Güven | Präsident der Großen Nationalversammlung der Türkei 17. November 1977–12. September 1980 | Sadi Irmak |

| Personendaten    | Personendaten        |
| ---------------- | -------------------- |
| NAME             | Karakaş, Cahit       |
| KURZBESCHREIBUNG | türkischer Politiker |
| GEBURTSDATUM     | 1928                 |
| GEBURTSORT       | Bartın               |